# Claudia Vassallo
Cláudia Josefina Vassallo (São Paulo, 11 de agosto de 1969) é uma ex-jornalista e empresária brasileira, formada pela Escola de Comunicações e Artes da Universidade de São Paulo na turma de 1991. 
Ingressou em 1992 na Editora Abril como estagiária na revista Exame. Foi repórter, repórter especial, editora, editora executiva, redatora-chefe e, atualmente, é diretora de redação de Exame, Exame PME (voltada a pequenas e médias empresas), do Portal Exame e dos anuários e guias Exame. Após ficar mais de vinte anos na Exame, Cláudia Vassallo foi dispensada da Abril em 25 de agosto de 2014. Em 2017, Cláudia Vassallo e Tiago Lethbridge fundaram a agência de comunicação Nova PR.
Em 2000, concebeu o Guia de Boa Cidadania Corporativa, primeira publicação brasileira a tratar do tema da sustentabilidade nas empresas. Em 2002, recebeu o prêmio Ayrton Senna de Jornalismo, na categoria Política. Faz parte do grupo de Jornalistas Amigos da Criança. Em 2007 foi escolhida um dos seis brasileiros Young Global Leaders, pelo World Economic Forum.